# Илькинское сельское поселение (Владимирская область)
Илькинское сельское поселение — муниципальное образование в Меленковском районе Владимирской области.
Административный центр — село Илькино.

## География
Территория поселения расположена в южной части района.

## История
Илькинский сельсовет образован в 1920-х годах в составе Меленковской волости Муромского уезда, с 1929 года — в составе Меленковского района. В 1954 году в состав сельсовета включены населённые пункты упразднённого Двойновского сельсовета, в 1982 году — населённые пункты упразднённого Кудринского сельсовета.
Илькинское сельское поселение образовано 13 мая 2005 года в соответствии с Законом Владимирской области № 57-ОЗ. В его состав вошли территории бывших Войновского и Илькинского сельсоветов.

## Население
| 2018 |
| ---- |
| 2924 |

## Состав сельского поселения
В состав поселения входит 13 населённых пунктов:
| №  | Населённый пункт | Тип населённого пункта       | Население |
| -- | ---------------- | ---------------------------- | --------- |
| 1  | Войново          | село                         | ↘339      |
| 2  | Двоезёры         | деревня                      | ↘18       |
| 3  | Двойново         | деревня                      | ↘206      |
| 4  | Илькино          | село, административный центр | ↗1162     |
| 5  | Кочетки          | посёлок                      | →1        |
| 6  | Крутцы           | деревня                      | ↘330      |
| 7  | Кудрино          | село                         | ↘53       |
| 8  | Кулаки           | деревня                      | ↘175      |
| 9  | Лехтово          | деревня                      | ↘425      |
| 10 | Мильна           | деревня                      | ↘28       |
| 11 | Осинки           | село                         | ↗280      |
| 12 | Осинковский      | посёлок                      | →0        |
| 13 | Рамень           | деревня                      | ↘15       |